# Acalypha grisebachiana
Acalypha grisebachiana är en törelväxtart som först beskrevs av Carl Ernst Otto Kuntze, och fick sitt nu gällande namn av Ferdinand Albin Pax och Käthe Hoffmann. Acalypha grisebachiana ingår i släktet akalyfor, och familjen törelväxter. Inga underarter finns listade i Catalogue of Life.